# باتريك آدا
باتريك آدا (بالفرنسية: Patrick Ada)‏ (14 يناير 1985 بياوندي في الكاميرون - ) هو لاعب كرة قدم كاميروني في مركز الدفاع. لعب مع إبسفليت يونايتد ونادي إكزتر سيتي ونادي بارنت ونادي بيرتن ألبيون ونادي كرو ألكساندرا ونادي كيلمارنوك وHiston F.C. ‏ وسانت ألبانز سيتي وRedbridge F.C. ‏.

## وصلات خارجية
- باتريك آدا على موقع قاعدة بيانات كرة القدم.إي يو (الإنجليزية)
- باتريك آدا على موقع Soccerbase.com (لاعب) (الإنجليزية)